# Nikolaj Gajdukov
Nikolaj Michajlovitj Gajdukov, född 1874, död 1929, var en rysk botaniker.
Nikolaj Gajdukov blev docent vid universitetet i Kiev 1904, vetenskaplig medarbetare hos Carl Zeiss i Jena 1905, docent vid universitetet i Moskva 1910, innehavare av personlig professur vid polytekniska läroanstalten i Ivanovo-Vossnesensk 1919 och professor vid universitetet i Minsk 1924. Gajdukov utförde grundläggande arbeten över den komplementära kromatiska adaptionen med särskilt blågröna alger som försöksobjekt, studerade algernas ekologi och fylogeni samt verkade för ultramikroskopets användning. Förutom ett flertal ryskspråkiga arbeten utgav Gajdukov bland annat Dunkelfeldbeleuchtung und Ultramikroskopie in der Biologie und in der Medizin (1910) och Über Ablauftheorie ( i  Beiträge zur Biologie der Pflanzen, 15, 1927).